# Linaria supina
Linaria supina és una planta herbàcia de la família de les escrofulariàcies.

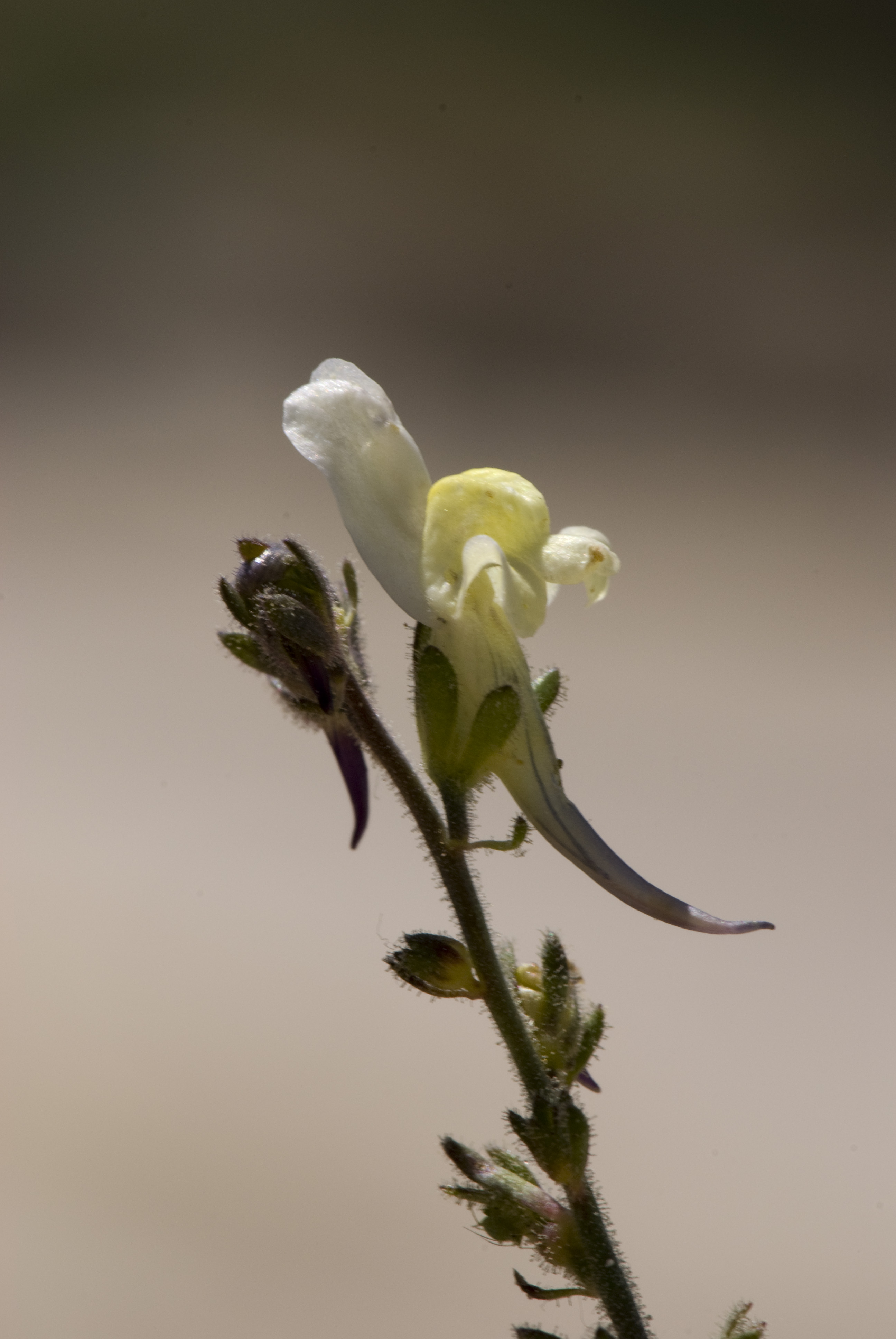
Inflorescència

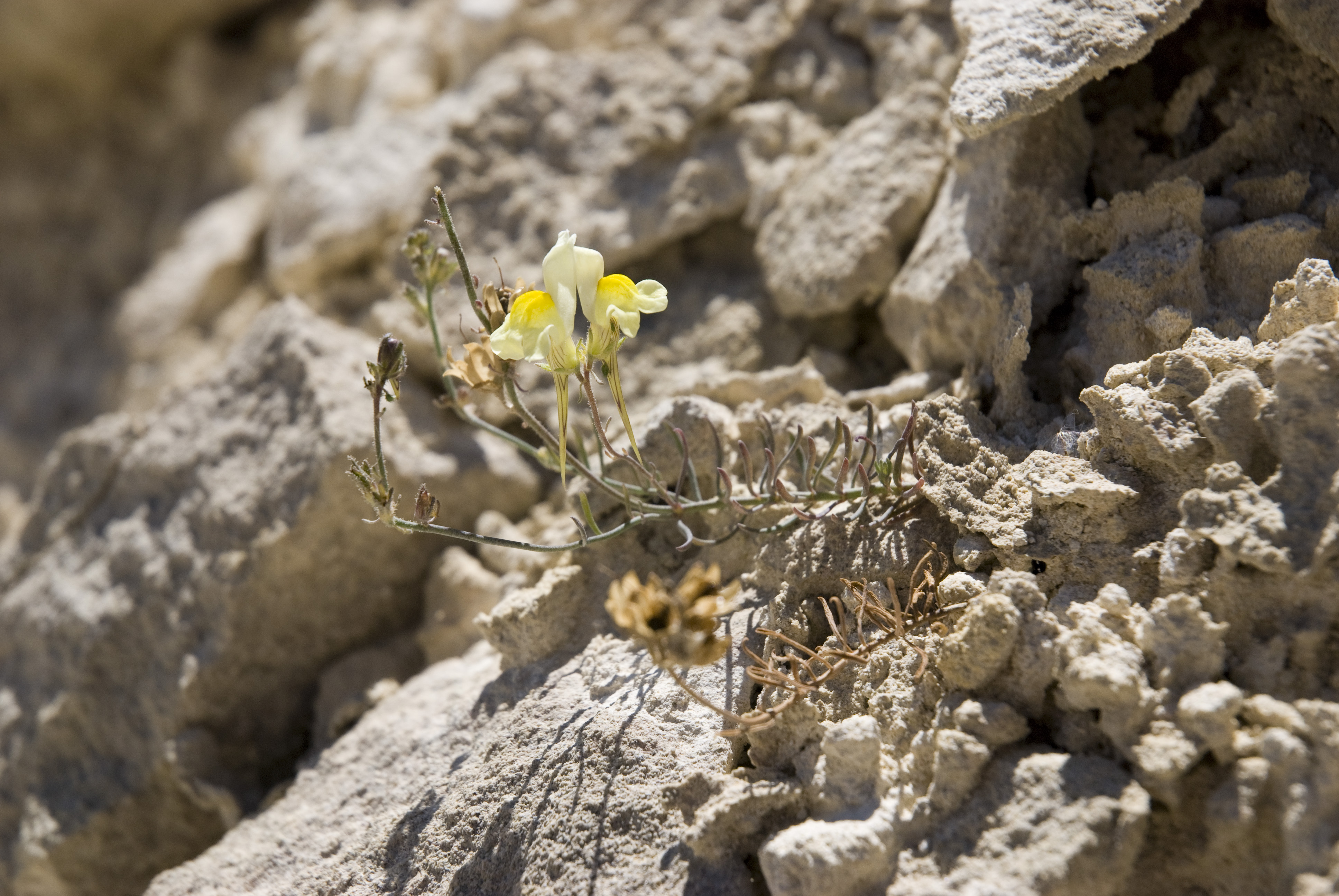
Vista de la planta en el seu hàbitat

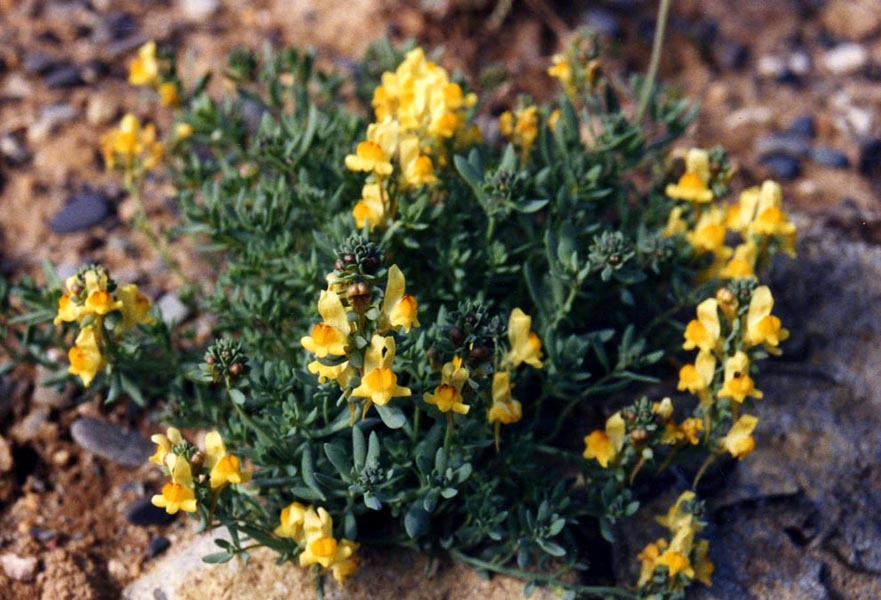
Vista de la planta en flor

## Descripció
És una herba perenne –a vegades anual o biennal–, peloso-glandulosa en la inflorescència –pèls de 0,2-1 mm–, a vegades glabrescent, comunament ± glauca. Tiges fèrtils 1-30, de 5-30(40) cm, de procumbents a ascendents, a vegades suberectes, simples o ramificats; tiges estèrils 1-24, fins de 17 cm, de procumbents a ascendents. Fulles de les tiges fèrtils 3-32 × 0,3-5 mm, linears, linearo-oblanceolades o linearo-subulades, agudes o subagudes –en ocasions obtuses–, planes o lleugerament revolutes, les superiors generalment alternes, les inferiors alternes o disposades en verticils de 3-6; fulles de les tiges estèrils 2-20 × 0,3-2 mm, similars a les dels fèrtils, disposades en verticils de 3-6. Inflorescència fins de 25 cm, amb 2-23(27) flors, densa en l'antesi, densa o ± laxa en la fructificació; bràctees 2-11 × 0,3-1,3 mm, de linears a linearo-oblanceolades, agudes; pedicels 0,5-3,5 mm en l'antesi –1-7 mm en la fructificació–, erecte-patents o erectes. Calze amb sèpals desiguals –rares vegades subiguals–, de subaguts a obtusos; sèpal superior 4-8 × 0,5-1 mm en l'antesi –4,5-8 × 0,6-1,2 en la fructificació–, de linearo-oblanceolat a linearespatulat; sèpals inferiors 2,5-6 × 0,7-1,2 mm en l'antesi –3-7 × 0,8-1,5 mm en la fructificació–, d'oblanceolats a oblongo-oblanceolats. Corol·la (13)15-25(27) mm, d'ordinari groga o d'un groc blanquinós amb venes violetes, castanyer-violetes, purpúria o d'un gris-verdós, rares vegades ± tenyida de violeta o blanca; tub de 3-4 mm d'amplària; si del llavi superior 2-4 mm; si del llavi inferior 1,5-3 mm; esperó 6,5-15(18) mm –1,5-2 mm d'amplària en la seva base–, en general lleugerament corbat, a vegades ± recte, en general més llarg que la resta de la corol·la, a vegades subigual o més curt. Càpsula 3-7,5 × 2,8-7,5, globosa, glabra o amb pèls glandulífers de 0,1-0,2 mm en la seva meitat superior. Llavors 1,7-2,8(3,3) × 1,5-2,7(3) mm, suborbiculars, plano-convexes o ± còncavo-convexes; disc ± reniforme, llis o tuberculat, negre o d'un gris fosc; ala de 0,3-0,6 mm d'amplària, membranàcia, sencera –rares vegades subentera–, no engrossida, no papil·losa, negra o d'un gris fosc.

## Distribució i hàbitat
Es troba en ribassos, talussos, penyes, pastures terofítics, dunes litorals, cultius i terrenys erms, indiferent al substrat; a una altitud de 0-2550 metres en el SW d'Europa; introduïda a Anglaterra, Noruega i Suècia. Meitat N de la península ibèrica.

## Taxonomia
Linaria supina va ser descrita per (L.) Chaz. i publicat en Supplement au Dictionaire des Jardiniers 2: 39. 1790.
Citologia

Nombre de cromosomes de Linaria supina (Fam. Scrophulariaceae) i tàxons infraespecífics: 2n=12
Sinonímia

- Antirrhinum supinum L.[4]
- Antirrhinum maritimum (Lam. & DC.) Poir. in Lam.
- Antirrhinum pyrenaicum (Ramond ex DC.) Loisel.
- Linaria alpina var. odoratissima (Benth.) P. Monts.
- Linaria ambigua A. Huet
- Linaria maritima Lam. & DC.
- Linaria masedae Merino
- Linaria odoratissima (Benth.) Bubani[5]

- Violeta de pastor.